# Didymochlaena pulcherrima
Didymochlaena pulcherrima là một loài dương xỉ trong họ Hypodematiaceae. Loài này được Herter mô tả khoa học đầu tiên năm 1940.
Danh pháp khoa học của loài này chưa được làm sáng tỏ. 